# Лонтынъях
Лонтынъях (устар. Лонтын-Ях) — река в России, протекает по Томской области. Устье реки находится в 505 км по левому берегу реки Васюган. Длина реки составляет 135 км. Площадь водосборного бассейна — 849 км².
В переводе с хантыйского языка «Лонтын-Ях» означает «река, где держатся гуси». В районе реки Лонтынъях расположены нефтяные месторождения: Лонтынь-Яхское и Оленье. Вблизи устья реки расположен посёлок Тимельга.

## Притоки
- 30 км: Варгаигай
- 66 км: Долгий
- 81 км: Волкова
- 110 км: Кулунъях

## Данные водного реестра
По данным государственного водного реестра России Лонтынъях относится к Верхнеобскому бассейновому округу, водохозяйственный участок реки — Васюган, речной подбассейн реки — бассейны притоков Оби (верхней) от Кети до Васюгана. Речной бассейн реки — Обь (верхняя) до впадения Иртыша.
Код объекта в государственном водном реестре — 13010800112115200030812.